# شایر کاردینیا
شایر کاردینیا (به انگلیسی: Shire of Cardinia) یک منطقهٔ مسکونی در استرالیا است که در ملبورن واقع شده‌است. این شهر ۹۴٬۱۲۸ نفر جمعیت دارد.